# 정미수
정미수(鄭眉壽, 1456년 ~ 1512년 음력 4월 15일)는 조선의 문신이다. 문종의 외손자로, 영양위 정종과 경혜공주의 아들이다.

## 생애
1456년(세조 2년)에 태어났으며, 본관은 해주, 자는 기수(耆叟)이다. 아버지는 영양위에 봉해진 정종이고, 어머니는 문종의 적녀인 경혜공주이다. 정미수가 태어날 당시 아버지 정종이 세조에 대한 반기를 들었다가 광주(光州)로 유배를 가 있던 바람에 정미수는 광주에서 태어났으며, 그의 나이 2살 때 외숙부 단종이 영월에서 사약을 받고 세상을 떠났다.
아버지 정종이 처형된 후 7살 때인 1462년(세조 8년) 어명으로 어머니와 함께 서울로 들어왔다. 일반적으로 역신의 가족들은 대명률에 따라 연좌되어야 하나, 세조의 특명으로 경혜공주와 정미수는 연좌를 면하였으며, 직위까지 모두 회복하였다. 이후 1473년(성종 4년) 돈녕부 직장으로 벼슬을 시작하였는데, 이때 역신의 아들이라 하여 많은 이들이 정미수의 임용을 반대하였으나, 당시 수렴청정을 하던 세조비 정희왕후는 세조의 유교라 하며 이들의 반발을 무마시켰다. 한편 이 해 음력 12월 30일에 어머니 경혜공주가 사망하였는데, 당시 16세이던 정미수는 항상 약물을 먼저 맛보고 옷도 벗지 않으며, 경혜공주의 대변을 직접 맛보는 등 그 병간호에 극진하였다.
이후 그는 여러 관직을 두루 지냈으며, 1495년(연산군 1년)에는 당상관의 지위에 올랐다. 이후 1506년(연산군 12년) 중종반정에 가담하여 병충분의정국공신에 책록되고, 1507년(중종 2년) 해평부원군(海平府院君)에 책봉되었다.
1512년(중종 7년) 음력 4월 15일 향년 57세를 일기로 사망하였으며, 이 해 음력 8월 1일 경기도 양주(지금의 경기도 남양주시 진건읍 사릉리)에 장사지냈다. 그는 전의 이씨 이덕량의 딸과 혼인하였으며 첩실도 따로 있었으나, 7촌 조카인 정승휴로 하여금 후사를 이었다. 시호는 소평(昭平)이다.

## 기타 사항
- 단종의 비로, 정미수에게는 외숙모가 되는 정순왕후는 폐위 후 정미수의 집에 기거하다가 승하하였다. 사후 정미수의 선산에 안장되었는데, 현재의 사릉이다. 사릉은 왕비릉으로 복위되기 전까지 해주 정씨 집안에서 관리하였다[14][15].
- 2012년 7월 경혜공주가 정미수에게 재산을 물려주는 내용을 담은 분재기(分財記)가 발견되었다. 해당 문서는 해주 정씨 종가에서 소유하고 있던 문서로, 정미수가 정선방에 있는 집과 통진(지금의 경기도 김포시)에 있는 집 등을 물려받는 내용이 담겨있다[16].

- 유자광에 의하면 그가 현덕왕후의 복권 여론을 처음 주장했고, 남효온(南孝溫)과 김일손(金馹孫)을 사주하여 현덕왕후 소릉 복권 상소를 올렸다 한다.[17]1507년 유자광은 자신이 김종직 문하생들의 원한을 사서 견딜수 없다며 상소를 올렸고, 당시 김종직의 문하생들을 지목하면서, 정미수를 언급했다. 유자광은 "김종직의 여당이 지금 어찌 많이 있겠습니까? 정미수(鄭眉壽)는 무오년 일에 관여하지 않았습니다. 그러나 미수는 곧 문종의 외손으로 소릉(昭陵)120) 이 그 조모이니, 미수 역시 세조에 원한이 없지 않은 자입니다. 김종직·남효온(南孝溫)·김일손(金馹孫) 등의 소릉을 회복하자는 상소 또한 미수가 시킨 것입니다. 반정 후, 사(赦)를 논하던 날 먼저 발언하여 무오년에 연좌(緣坐)한 사람을 석방하자고 의논한 자 역시 미수였는데, 신 역시 해가 오래여서 놓아 주어야 하겠으므로 논계(論啓)하여 놓아 주었던 것입니다.[17]"라고 하였다.

## 평가
- 《조선왕조실록》〈연산군일기〉에는 정미수에 대해 "문종의 외손으로 궁중에서 자라나 호화와 사치가 습관이 되었으나, 선비를 사랑하는 마음을 가졌으며 청의(淸議)를 말하여, 갑자사화에서 사람들을 구하기에 힘썼다."라고 평하고 있다[18].
- 정미수의 신도비문을 지은 강혼은 정미수에 대해 "외모가 수려하였으며, 옥사에 대해 논의할 때에는 매사에 깐깐하여 일의 경중이 늘 공에게 달려있었다. 죄 없는 사람들이 앙화에 걸리니 공이 형조에 있으면서 많은 이들을 살렸다." 등의 평을 남겼다[11].
- 한국학중앙연구원 교수 박병련은 "정미수는 문종의 외손이자 중종의 공신으로, 조선 초기 훈구세력의 특징을 가장 극적으로 보여주는 인물"이라고 평하였다[19].

## 가족 관계

### 본가
- 조부 : 정충경(鄭忠敬, ?~1443[20])
  - 아버지 : 정종(鄭悰, ?~1461[21])
- 외조부 : 조선 5대 임금 문종 (文宗, 1414~1452, 재위:1450~1452)
- 외조모 : 현덕왕후(顯德王后, 1418~1441)
  - 어머니 : 경혜공주(敬惠公主, 1436~1473)
    - 누이 : 해주 정씨

  - 외숙부 : 조선 6대 임금 단종(端宗, 1441~1457, 재위:1452~1455)
  - 외숙모 : 정순왕후(定順王后, 1440년~1521)

### 처가
- 처조부 : 이지장(李智長)
  - 장인 : 이덕량(李德良, 1435~1487[22])
    - 처 : 이덕량의 차녀 전의 이씨
      - 양자 : 정승휴(鄭承休, 1488~1534[12])